# Demak (onderdistrict)
Demak is een onderdistrict in Indonesië. Het is gelegen in de provincie Midden-Java. Het was de residentie van het Sultanaat van Demak.